# Culte marià

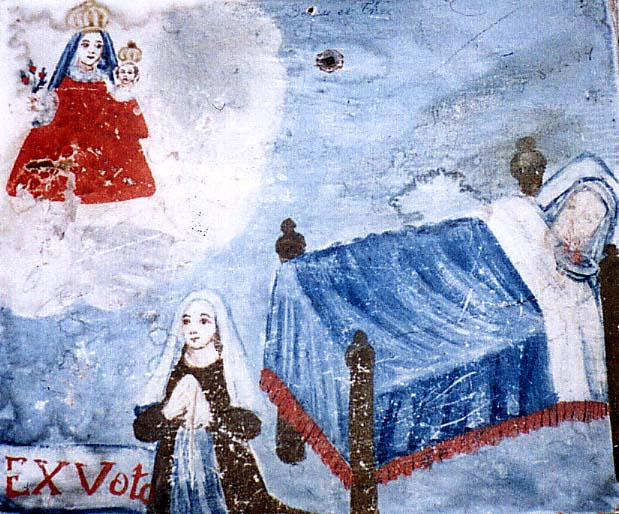
Exvot a la Mare de Déu, a l'ermitatge de Font-romeu

El culte marià (anomenat hiperdulia a l'església catòlica) és el conjunt de veneracions dedicades a Maria, mare de Jesús, especialment presents en el catolicisme i el cristianisme oriental.

## Història
La primera Església va reconèixer el culte a Maria l'any 431 durant el concili d'Efes, on se li va concedir oficialment el títol de Theotokos o "Mare de Déu". Aquest culte va agafar força i es va estendre a totes les classes socials. La seva importància va anar creixent i durant el segle xi, Maria i la seva veneració fou de vital importància per ajudar a remarcar la humanitat del seu fill Jesucrist. Això es va aconseguir per mitjà d'un gran nombre d'obres artístiques on es podia reflectir el tracte humà que Maria donava al seu fill i a la vegada es destacava la feminitat de Maria.
El segle xiii es considera un segle marià, on hi destaca la influència de l'orde del Cister que alaba i afavoreix el culte a la Verge. A aquesta època diversos autors varen utilitzar el culte marià en les seves obres, com ara Gautier de Coincy (Miracles de Nostre Dame), Jean Le Marchant (Les miracles de Nostre Dame de Chartres), Alfons X el Savi (Cantigas de Santa María) o Gonzalo de Berceo (Milagros de Nuestra Señora).
La influència de Maria es veu directament relacionat amb l'art cristià, juntament amb altres sants. És important remarcar la importància que adquireix l'art com a font per a transmetre el coneixement durant l'edat mitjana on bona part de les persones eren analfabetes. Cal destacar la relació dels sants en les obres literàries medievals, doncs aquests són de gran importància, ja que la vida dels sants, els seus miracles i virtuts són una font inacabable d'idees i temes per introduir a les obres literàries i donar força a la seva funció didàctica.

## Oracions
Hi ha moltes oracions catòliques dedicades a la Mare de Déu:
- L'Avemaria és la pregària més coneguda del rosari.
- El Sub Tuum Praesidium (segle iii) és probablement la pregària més antiga dirigida a la Mare de Déu.
- L'Àngelus recorda l'episodi de l'Anunciació i repeteix les paraules de l'acceptació de Maria i l'àngel Gabriel. Aquesta oració feta a l'alba, al migdia i a la nit, se substitueix entre Pasqua de Resurrecció i Pentecosta pel Regina Coeli, que anuncia a la llum de la Setmana Santa que ella és la Reina del Cel i proclama la resurrecció del seu Fill.
- Salve Regina és una oració que demana a la Mare de Déu compassió, misericòrdia, consol, esperança i salvació. L'evangeli e
- L'Stabat Mater medita sobre Maria en llàgrimes, amb el cor simbòlicament travessat per una espasa (d'acord amb la predicció de Simeó), mentre contempla el seu Fill crucificat; això es reitera en la Constitució Apostòlica Munificentissimus Deus.

## Celebracions

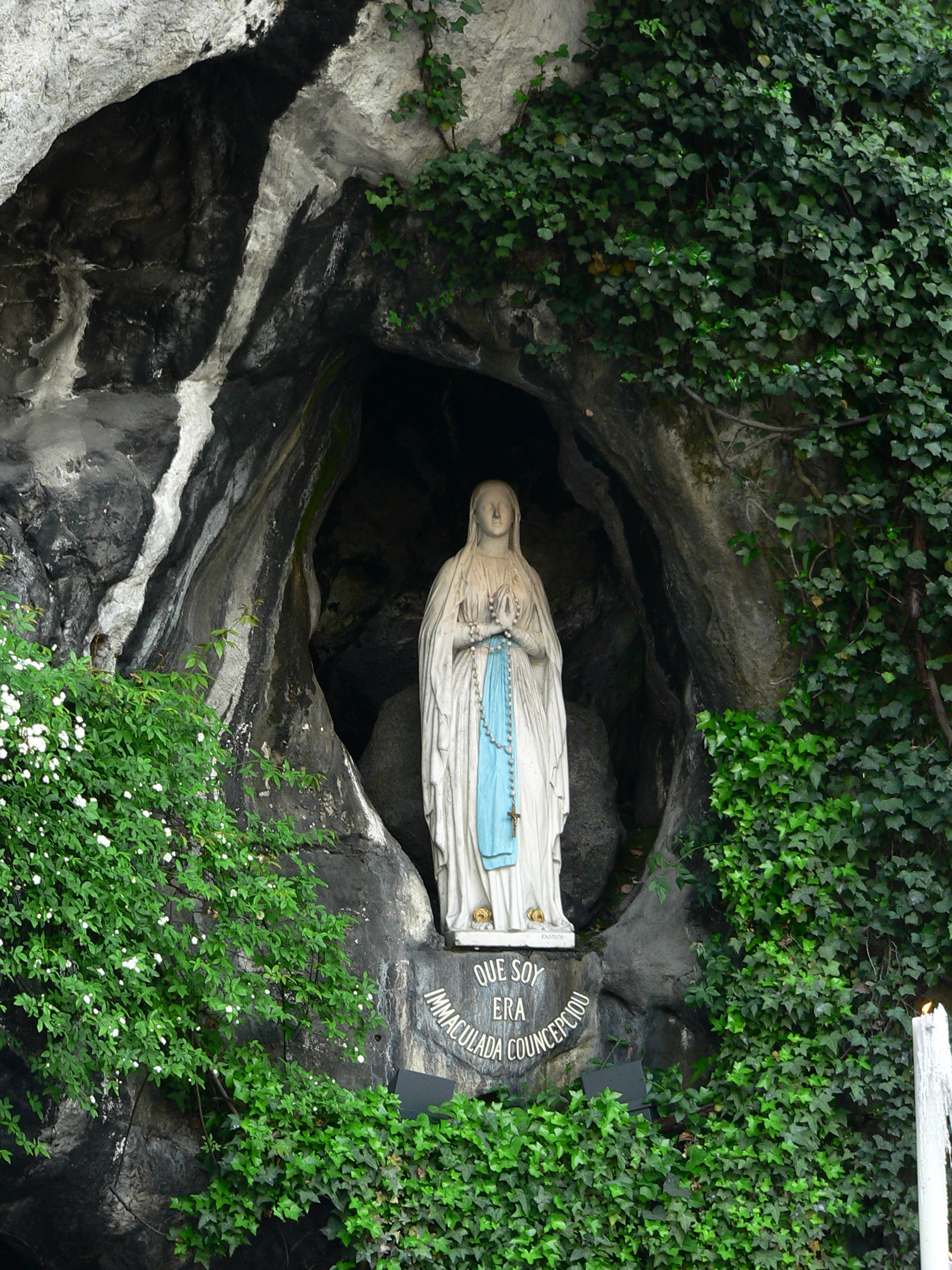
Estàtua de la Mare de Déu de Lorda

La gran quantitat de festes catòliques dedicades a Maria mostren que el culte marià encara és molt present:
- 1 de gener: solemnitat de Santa Maria, Mare de Déu
- 2 de febrer festa de la Presentació de Jesús al Temple
- 11 de febrer: memòria de Nostra Senyora de Lorda
- 25 de març: solemnitat de l'Anunciació a Maria
- 13 de maig: Nostra Senyora de Fàtima
- 31 de maig: festa de la Visitació de la Mare de Déu
- tercer dissabte després de Pentecosta: Cor de Maria
- 16 de juliol: memòria de la Mare de Déu del Carme
- 5 d'agost: memòria de la dedicació de la basílica de Santa Maria Major a Roma
- 15 d'agost: solemnitat de l'Assumpció de Maria
- 22 d'agost: memòria de Maria, Reina[4]
- 8 de setembre: festa de la Nativitat de Maria (als Països Catalans, també festa de les marededeus trobades)[5]
- 15 de setembre: memòria de Nostra Senyora dels Dolors
- 7 d'octubre: memòria de la Mare de Déu del Roser
- 21 de novembre: Presentació de Maria al Temple
- 8 de desembre: solemnitat de la Immaculada Concepció
- 12 de desembre: memòria de Nostra Senyora de Guadalupe

A més, tradicionalment, certs dies de la setmana o mesos de l'any estan dedicats a Maria:
- El dissabte es dedica a la Verge.[4]
- El mes de maig és el "mes de Maria".[6]
- El mes d'octubre és el "mes del rosari".[6]